# Stephen Jay Gould
Stephen Jay Gould (* 10. September 1941 in New York City; † 20. Mai 2002 ebenda) war ein US-amerikanischer Paläontologe, Geologe und Evolutionsbiologe. Er lehrte an der Harvard-Universität und wurde auch als Autor populärwissenschaftlicher Bücher und Essays bekannt. Sein essayistischer Stil wird fallweise mit Montaigne verglichen. Unter anderem kritisierte er den traditionellen Intelligenzbegriff.

## Leben
Gould war in jungen Jahren schon politisch aktiv, etwa gegen rassengetrennte Lokale oder gegen den Vietnamkrieg. Er besuchte das Antioch College in Yellow Springs, Ohio, und studierte Paläontologie und Evolutionsbiologie an der Columbia University, wo er 1967 promoviert wurde. Danach war er Assistant Professor, ab 1971 Associate Professor und seit 1973 Professor für Geologie an der Harvard University. 1981 war er MacArthur Fellow. 1989 erhielt er die Sue Tyler Friedman Medal. 1987 war er Präsident der Paleontological Society. 1975 erhielt er den Charles Schuchert Award,  2002 die Paleontological Society Medal und 2008 postum die Darwin Wallace Medal der Linnean Society of London. Außerdem war er seit 1983 Mitglied der American Academy of Arts and Sciences und seit 1989 Mitglied der National Academy of Sciences. 1990 wurde er zum Ehrenmitglied (Honorary Fellow) der Royal Society of Edinburgh gewählt.

## Wirken
Grundlegend für sein Denken ist ein makroevolutionärer Zugang, welchen er wiederholt in Fachaufsätzen und Monographien publiziert hat. Als paradigmatisches Beispiel kann die Theorie des „unterbrochenen Gleichgewichts“ (punctuated equilibrium oder Punktualismus) gelten, welche er mit Niles Eldredge zusammen entwickelt hat. Demnach vollzieht sich die Evolution nicht in stetigen kleinen Schritten mit konstanter Geschwindigkeit (Phyletic Gradualismus). Vielmehr sollen sich – in geologischen Maßstäben – relativ kurze Phasen schneller Veränderung mit längeren Zeiträumen ohne Veränderung (Stasis) abwechseln. Diese Theorie war unter Kollegen umstritten, da sie oft als eine moderne Version von Richard Goldschmidts Hypothese des Hopeful Monsters missverstanden wurde. Heute ist weitgehend anerkannt, dass sich Evolution, je nach ökologischem Kontext, in unterschiedlichen Geschwindigkeiten abspielt – eine Ansicht, die mit einem Gradualismus mit variabler Entwicklungsgeschwindigkeit vereinbar ist. Kritik richtet sich heute eher an die Bedeutung der Theorie des Punktualismus. Gould zeichnet vor allem auf der Grundlage einer Revision der Untersuchungsergebnisse des Burgess-Schiefer über die kambrische Explosion ein „katastrophisches“ Bild der Evolution, die nur zufällig diesen und nicht einen völlig anderen Verlauf nahm. Die Theorie wird Kontingenztheorie der Evolution genannt.
Am Punktualismus zeigt sich ein weiteres grundlegendes Charakteristikum von Goulds Denken: eine tiefliegende Skepsis gegenüber der Omnipotenz der natürlichen Selektion. Schon durch die Postulierung einer langen Phase der Stasis in der Lebenszeit der Spezies wird deutlich, dass Organismen ohne Wandel massivste Umweltveränderungen durchleben können.
In zwei weiteren Fachpublikationen (Stephen J. Gould/ Richard C. Lewontin, 1979 und Stephen J. Gould/ Elisabeth Vrba, 1982) setzte er sich dafür ein, dass Eigenschaften eines Organismus auch ohne direkten Funktionsbezug überlebt haben können. Er weist darauf hin, dass die natürliche Selektion eine Negativauswahl kennzeichnet und nicht in adaptionistischer Manier gewisse Eigenschaften dank ihrer Funktion positiv selektiert. In diesen Gedankengang fügt sich auch das Konzept der Exaptation ein, die Idee, dass ein Merkmal zunächst für eine andere Funktion selektiert und adaptiert wurde als die, die gewöhnlich als die dominierende gesehen wird. Der Angriff Goulds und Lewontins auf übertriebene Anpassung wird unter dem Schlagwort adaptationist program als bis heute anhaltende, offene  Auseinandersetzung darüber geführt, in welchem Ausmaß  Organismen in ihren Populationen tatsächlich adaptiert sind. In ihrem einflussreichen Papier wehrten sich Gould und Lewontin gegen eine aus ihrer Sicht überzogene Einzelbetrachtung ("Atomisierung") von Merkmalen, die einzeln der Selektion unterliegen und adaptiert würden. Tatsächlich seien zahlreiche Merkmale nicht-selektierte Nebenprodukte anderer, adaptierter Merkmale. Ernst Mayr bezog kritisch Stellung zu diesem Angriff auf die evolutionäre Anpassung. Er gestand jedoch zu, dass Anpassung zu keinem perfekt optimierten Prozess führe, da „stochastische Prozesse und andere Constraints“, auch Pleiotropie, perfekte Adaptation verhindern. Bereits Darwin hatte darauf hingewiesen, dass es perfekte Anpassung nicht gibt.
Laut Daniel Dennett haben Goulds Beiträge die Grundfesten des Darwinismus keineswegs ins Wanken gebracht; vielmehr sei Gould der Kern der Evolutionstheorie unangenehm. Hinweise darauf ließen sich beispielsweise in Goulds Aufsatz The Spandrels of San Marco and the Panglossian Paradigm (1979) erkennen.

## Auszeichnungen
- 1981: National Book Award (Kategorie Science – Hardcover) für The Panda’s Thumb[10]

## Erkrankung
Gould erkrankte im Juli 1982 an einem Mesotheliom. Sowohl in dem Essay The Median isn’t the Message als auch in Illusion Fortschritt beschrieb er seine Reaktion, als er erfuhr, die Krankheit sei unheilbar und zum Zeitpunkt der Diagnose betrage die restliche Lebenserwartung im Median nur 8 Monate. Wegen eines günstigen Profils seiner persönlichen Risikofaktoren (unter anderem relativ geringes Alter, Diagnose im Frühstadium und optimale medizinische Versorgung) hatte er gute Chancen, zu jener Hälfte der Betroffenen zu gehören, denen mehr als 8 Monate Überlebenszeit blieb, möglicherweise viel mehr als 8 Monate. Seine Krankheit konnte dann mit damals experimentellen Methoden sogar geheilt werden. Gould starb am 20. Mai 2002 in New York an Lungenkrebs.

## Evolution und Fortschritt
Gould versuchte, Systeme in ihrer ganzen Komplexität zu verstehen, so auch bei der Betrachtung der Geschichte des Lebens. Er wandte sich vielfach gegen den Gedanken, dass Evolution mit Fortschritt gleichzusetzen sei. Er führte sieben Punkte dazu an:
1. Das Leben entspringt Bereichen geringer Komplexität, Gould spricht hier von einer „linken Wand“: Unterhalb einer gewissen Einfachheit existiert kein Leben, und dem Ursprung des Lebens legt er eine gewisse Einfachheit zu Grunde: „Aus der Ursuppe kann kein Löwe entspringen.“
2. Stabilität der ursprünglichen Bakterien als Lebensform: Auch wenn die „mittlere Komplexität des Lebens“ größer geworden ist, so haben die so genannten einfachen Lebensformen (Bakterien) bis heute erfolgreich überlebt.
3. Damit sich Lebensformen ausbreiten konnten, mussten sie immer komplexer werden, weil unterhalb einer gewissen Einfachheit kein Leben existiert. Gould spricht von einer „immer stärkeren rechtsschiefen Verteilung“ weg von der „linken Wand geringster Komplexität“.
4. Die Gesamtverteilung nur durch ihren komplexen Anteil zu beurteilen ist kurzsichtig.
5. Der angebliche Fortschritt ist nicht gerichtet, sondern zufällig und ungerichtet. Als Metapher führte er an: Der ungerichtete Weg des Betrunkenen zwischen dem Gasthaus links und der Straße rechts führt früher oder später ins Rinnsal. Die linke Grenze ist mit der Komplexität eines lebenden Organismus gleichzusetzen, unterhalb dieser Grenze ist kein Leben möglich, also führt die Summe aller zufälligen Bewegungen früher oder später nach „rechts“, d. h. in Richtung zunehmender Komplexität, dies aber eben zufällig und ungerichtet. Weiter betrachtet er die komplexen Lebewesen als ein „Stolpern“ von sehr unterschiedlichen Formen: Bakterium, Eukaryontenzelle, Meeresalgen, Qualle, Trilobit, Nautilus, Panzerfisch, Dinosaurier, Säbelzahntiger und Homo sapiens.
6. Eine Kombination von zufälliger Bewegung und einer Tendenz nach rechts weg von der „linken Wand“ erscheint ihm möglich, aber unwahrscheinlich: Er kennt keinen Nachweis für eine bevorzugte Bewegung in Richtung größerer Komplexität.
7. Ist der Mensch (durch seine Existenz schon) die Krönung der Schöpfung? Gould meint dazu: „Wenn wir das Spiel des Lebens noch einmal spielen könnten, wäre es völlig unvorhersehbar, welche Lebensformen am komplexesten wären; es wäre unwahrscheinlich, dass ein Geschöpf mit einem Bewusstsein (so wie wir) entstände.“

Gould war außerdem ein engagiertes Mitglied der Skeptics Society und engagierte sich für die Popularisierung der Evolutionstheorie und deren Verteidigung gegen den in den USA verbreiteten Kreationismus. 2000 wurde zu Ehren von Gould eine Festschrift for Stephen Jay Gould von der Skeptics Society veranstaltet. Ein ausführlicher Bericht über sein Leben wurde von der Skeptics Society veröffentlicht: Michael Shermer: This View of Science – Stephen Jay Gould as Historian of Science and Scientific Historian. In: Skeptic 9#4, S. 36–55 (2002).
In The Mismeasure of Man (1981) übte Gould mathematisch-methodische Kritik am allgemeinen Intelligenzbegriff und seiner Anwendung auf verschiedene Ethnien, Geschlechter und Bevölkerungsgruppen.
Gould, als Biologe, sieht kein Spannungsverhältnis gegeben zwischen Christentum und Evolution:

“A lot of people think there’s an intrinsic conflict between Christianity and evolution, but there isn’t. Religion is about ethics and values, and science is about facts. You need both of them, but they don’t interact very much.”

„Eine Menge Leute denken, es gäbe einen wesentlichen Konflikt zwischen Christentum und Evolution, aber das stimmt nicht. Religion beschäftigt sich mit Ethik und Werten und Wissenschaft beschäftigt sich mit Fakten. Du brauchst beide, aber beide überschneiden sich nicht besonders.“

Religion und Wissenschaft hat Gould wegen dieses Verhältnisses als Nonoverlapping Magisteria bezeichnet. Der Religionskritiker Richard Dawkins verwirft dieses Konzept und betrachtet beispielsweise die Existenz Gottes als rein (natur-)wissenschaftliche Frage: »Entweder, er existiert, oder er existiert nicht«. Dass es für beide Seiten keine Beweise gebe, bedeute nicht, dass die Frage für alle Zeiten unklärbar sei.

## Schriften
- Ontogeny and Phylogeny. The Belknap Press of Harvard University Press, Cambridge MA u. a. 1977, ISBN 0-674-63940-5.
- mit Niles Eldredge: Punctuated Equilibria – The Tempo and Mode of Evolution Reconsidered. In: Paleobiology 3/1977, S. 115ff.
- Ever Since Darwin. Reflections in Natural History. Norton, New York NY 1977, ISBN 0-393-06425-5 (In deutscher Sprache: Darwin nach Darwin. Naturgeschichtliche Reflexionen. (= Ullstein. 35207). Ullstein, Frankfurt am Main u. a. 1984, ISBN 3-548-35207-3).
- mit Richard C. Lewontin: The Spandrels of San Marco and the Panglossian Paradigm. A Critique of the Adaptionist Programme. In: Proceedings of the Royal Society of London. Series B: Biological Sciences. Band 205, Nr. 1161, 1979, S. 581–598, doi:10.1098/rspb.1979.0086.
- The Panda's Thumb. More Reflections in Natural History. Norton, New York NY 1980, ISBN 0-393-01380-4 (In deutscher Sprache: Der Daumen des Panda. Betrachtungen zur Naturgeschichte. Birkhäuser, Basel u. a. 1987, ISBN 3-7643-1839-2).
- The Mismeasure of Man. Norton, New York NY 1981, ISBN 0-393-01489-4 (In deutscher Sprache: Der falsch vermessene Mensch. Birkhäuser, Basel u. a. 1983, ISBN 3-7643-1515-6).
- mit Elisabeth S. Vrba: Exaptation. A missing Term in the Science of Form. In: Paleobiology. Band 8, Nr. 1, 1982, S. 4–15, doi:10.1017/S0094837300004310.
- Hen’s Teeth and Horse’s Toes. Norton, New York NY 1983, ISBN 0-393-01716-8 (In deutscher Sprache: Wie das Zebra zu seinen Streifen kommt. Essays zur Naturgeschichte. Birkhäuser, Basel u. a. 1986, ISBN 3-7643-1553-9).
- Change in Developmental Timing. In: Evolution and Development. Life Sciences Research Report 22, Dahlem Konferenzen, Springer-Verlag Berlin Heidelberg New York, 1982, ISBN 3-540-11331-2 & ISBN 0-387-11331-2.
- The Flamingo’s Smile. Reflections in Natural History. Norton, New York NY 1985, ISBN 0-393-02228-5 (In deutscher Sprache: Das Lächeln des Flamingos. Betrachtungen zur Naturgeschichte. Birkhäuser, Basel u. a. 1989, ISBN 3-7643-1882-1; darin die Geschichte von Sarah Baartman).
- Time’s Arrow, Time’s Cycle. Myth and Metaphor in the Discovery of Geological Time. Harvard University Press, Cambridge MA u. a. 1987, ISBN 0-674-89198-8 (In deutscher Sprache: Die Entdeckung der Tiefenzeit. Zeitpfeil und Zeitzyklus in der Geschichte unserer Erde. Carl Hanser, München 1990, ISBN 3-446-15376-4).
- An Urchin in the Storm. Essays about Books and Ideas. Norton, New York NY u. a. 1987, ISBN 0-393-02492-X.
- Wonderful Life. The Burgess Shale and the Nature of History. Norton, New York NY u. a. 1989, ISBN 0-393-02705-8 (In deutscher Sprache: Zufall Mensch. Das Wunder des Lebens als Spiel der Natur. Carl Hanser, München 1991, ISBN 3-446-15951-7).
- Bully for Brontosaurus. Reflections in Natural History. Norton, New York NY u. a. 1991, ISBN 0-393-02961-1 (In deutscher Sprache: Bravo, Brontosaurus. Die verschlungenen Wege der Naturgeschichte. Hoffmann und Campe, Hamburg 1994, ISBN 3-455-08555-5).
- Finders, Keepers. Eight Collectors. Norton, New York NY u. a. 1992, ISBN 0-393-03054-7.
- Eight Little Piggies. Reflections in Natural History. Norton, New York NY u. a. 1993, ISBN 0-393-03416-X.
- als Herausgeber: Das Buch des Lebens. vgs, Köln 1993, ISBN 3-8025-1269-3.
- Dinosaur in a Haystack. Reflections in Natural History. Harmony Books, New York NY 1995, ISBN 0-517-70393-9 (In deutscher Sprache: Ein Dinosaurier im Heuhaufen. Streifzüge durch die Naturgeschichte. S. Fischer, Frankfurt am Main 2000, ISBN 3-10-027808-9).
- Full House. The Spread of Excellence From Plato to Darwin. Harmony Books, New York NY 1996, ISBN 0-517-70394-7 (In deutscher Sprache: Illusion Fortschritt. Die vielfältigen Wege der Evolution. S. Fischer, Frankfurt am Main 1998, ISBN 3-10-027807-0).
- Questioning the Millennium. A Rationalist’s Guide to a Precisely Arbitrary Countdown. Harmony Books, New York NY 1997, ISBN 0-609-60076-1 (In deutscher Sprache: Der Jahrtausend-Zahlenzauber. Durch die Scheinwelt numerischer Ordnungen. S. Fischer, Frankfurt am Main 1999, ISBN 3-10-027810-0).
- Leonardo’s Mountain of Clams and the Diet of Worms. Essays on Natural History. Harmony Books, New York NY 1998, ISBN 0-609-60141-5.
- Rocks of Ages. Science and Religion in the Fullness of Life. Ballantine Books, New York NY 1999, ISBN 0-345-43009-3.
- The Lying Stones of Marrakech. Penultimate Reflections in Natural History. Harmony Books, New York NY 2000, ISBN 0-609-60142-3 (In deutscher Sprache: Die Lügensteine von Marrakesch. Vorletzte Erkundungen der Naturgeschichte. Essays. S. Fischer, Frankfurt am Main 2003, ISBN 3-10-027813-5).
- mit Rosamond Wolff Purcell: Crossing Over. Where Art and Science Meet. Three Rivers Press, New York NY u. a. 2000, ISBN 0-609-80586-X.
- The Structure of Evolutionary Theory. The Belknap Press of Harvard University Press, Cambridge MA u. a. 2002, ISBN 0-674-00613-5.
- I Have Landed. The End of a Beginning in Natural History. Harmony Books, New York 2002, ISBN 0-609-60143-1, ISBN 0-609-60143-1 (In deutscher Sprache: Das Ende vom Anfang der Naturgeschichte. S. Fischer, Frankfurt am Main 2005, ISBN 3-10-027814-3).
- The Hedgehog, the Fox, and the Magister’s Pox. Mending the gap between science and the humanities. Harmony Books, New York NY 2003, ISBN 0-609-60140-7.